# Иркир (разъезд)
Иркир — железнодорожный разъезд Сахалинского региона Дальневосточной железной дороги. Назван по одноимённому селу. Грузовые и пассажирские операции не производятся.

## История
Разъезд открыт в 1979 году в составе пускового участка Тымовск — Ноглики.

## Деятельность
По состоянию на декабрь 2010 года разъезд осуществляет скрещивание встречных поездов на участке Альба — Адо-Тымово. Остановка пассажирских и грузовых поездов на разъезде не предусмотрена.